# Радіна Рене Юхимівна
Рене Юхимівна Радіна (у шлюбі Фігнер; (1872 , Миколаїв, Миколаївське військове губернаторство  — 17 серпня 1944 , Відень ) — оперна співачка українського походження, сопрано.

## Біографія
Народилася у єврейській сім'ї. Брат — Яків Юхимович Радін (1878, Миколаїв — 1942, Ленінград). Батьки з дитинства навчали доньку гри на фортепіано у музичних класах. Маючи вокальні здібності, з 1893 року брала уроки співу в італійського вокального педагога Роккіджані та через рік з успіхом виступала на концертах. В одному з концертів її партнером був оперний співак Михайло Медведєв. У 1895 році вступила до Московської консерваторії (клас співу Єлизавети Лавровської), потім продовжила навчання у Віденській консерваторії (клас професорів Єгер-Вільдчика та Штоля).
У 1896 році співала в «Псков'янці» (Московська приватна російська опера Сави Мамонтова). З 1898 року виступала на концертах у Відні та у містах Німеччини. Пізніше з успіхом дебютувала на сцені Кельнського оперного театру, виконувала партії Сантуцца ("Сільська честь") П'єтро Масканьї), Леонори (Трубадур) Дж. Верді), Аїди («Аїда» Дж. Верді), Валентини (Гугеноти) Дж. Мейєрбера), Еврідіки («Орфей і Еврідіка» ) Крістофа Глюка), Ельзи («Лоенгрін» Ріхарда Вагнера).
У 1899 році, повернувшись в Україну, була запрошена до Харківської оперної трупи (антрепренер Олексій Церетелі), у складі якої гастролювала в Санкт-Петербурзі (Панаївський театр, 1900), Одесі, Єкатеринбурзі.
Пізніше співала в Тифлісі (1900—1904), Петербурзі (Новий літній театр; Російська опера, антреприза Є. Кабанова та К. Яковлєва, 1903; Опера Народного дому, 1903), Казані (1904, 1908), Нмжньому Новгороді (1904, 1905, антреприза Миколи Фігнера), Баку, Ризі, Ростові-на-Дону (1907), Самарі (жовтень 1909 року, у складі російської опери, що гастролювала, під керівництвом В. М. Міллера, де виступила в партії Лізи в «Піковій дамі» П. Чайковського, її партнером був Микола Фігнер).
У 1905 році залишила оперну сцену та обмежилася концертною діяльністю. У камерному репертуарі співачки були твори Роберта Шумана, Шарля Гуно, Едварда Гріга, Миколи Рубінштейна.
З 1929 року проживала у Відні (Австрія).

## Родина
- Чоловік — оперний співак Микола Миколайович Фігнер.

Доньки:
- - Маргарита Миколаївна Фігнер (8.01.1906, Санкт-Петербург — 25.07.1983, Ленінград) — режисерка, театрознавиця, педагог, публіцистка. Одружена з режисером, актором, театральним педагогом Едвіном Давидовичем Феєртагом (1897—1941)[4]
  - Тетяна Миколаївна Фігнер († 1974, Ленінград) — артистка оперети Ленінградського театру музичної комедії, одружена з колегою — Павлом Захаровичем Фісенком (1916—1974, Ленінград) з 1935 року (Іркутськ)[5]. Працювали у Читинській музичній комедії під керівництвом Л. Ю. Сагайдачного. На початку 1941 року повернулися до Ленінграда. Під час німецько-радянської війни працювали у театрі та у концертних бригадах на фронті.

## Адреса
- Санкт-Петербург (Петроград) Фурштатська вулиця буд. № 47 кв. 17[6]

## Характеристика вокальних даних
Мала гнучкий, сильний голос великого діапазону і драматичний талант. Виконання відрізнялося витонченою манерою співу, тонким фразуванням.

## Дискографія
- Записувалася на грампластинки (17 творів) Петербурзі («Е. Берлінерс грамофон», 1900; «Грамофон», 1907, 1908; «Зонофон», 1909).
- У 2001 році було випущено 2 CD з архівними записами Миколи та Медеї Фігнер у серії THE SYMPOSIUM OPERA COLLECTION VOLUMES 1&2. Nicolai Figner і Medea Mei-Figner. До цієї збірки увійшли також 2 записи у виконанні Радіною:

1. Oprichnik: It seems that I dream of noises and hear steps (in Russian) — Tchaikovsky — 1907/8 — G&T 6421L — X-2-63027 — CD 1255/6;
2. Au Printemps (in Ukrainian) — Gounod — 25/11/09 — G&T 6979r — X-63896 — CD 1255/6 .